# Fête de la Réformation
La fête de la Réformation, aussi appelée fête de la Réforme, est une fête religieuse célébrée le 31 octobre en commémoration de la Réforme protestante, particulièrement par les communautés protestantes luthériennes et certaines églises réformées.
C'est un jour férié en Slovénie car la Réforme a contribué profondément à son développement culturel, bien que les Slovènes soient en majorité catholiques romains et dans les Länder allemands du Brandebourg, Mecklembourg-Poméranie-Occidentale, Saxe, Saxe-Anhalt, Thuringe ainsi que (depuis 2018) Land de Brême, Hambourg, Basse-Saxe et Schleswig-Holstein. C'est également une fête nationale au Chili et jour férié depuis 2008, sous le nom de Journée nationale des Églises évangéliques et protestantes.

## Origine
De 1516 à 1517, Johann Tetzel, un moine dominicain et commissaire Apostolique pour les indulgences, fut envoyé en Allemagne par l'Église catholique pour collecter des fonds en vue de reconstruire la basilique Saint-Pierre de Rome. La théologie catholique stipulait que la foi seule ne pouvait en rien justifier l'homme, et que seule la foi lorsqu'elle est active dans la charité et les bonnes œuvres (fides caritate formata) le peut. Les bénéfices des bonnes œuvres pouvaient être obtenus par les donations monétaires à l'Église. Le 31 octobre 1517, Martin Luther écrivit à Albert, archevêque de Mayence et Magdebourg, protestant au sujet du commerce des indulgences. Il inclut dans sa lettre une copie de sa Dispute de Martin Luther sur la puissance des indulgences qui sera connue comme les 95 thèses. Hans Hillerbrand écrit que Luther n'avait pas l'intention de se confronter à l'Église, mais voyait sa Dispute comme une objection savante aux pratiques de l'époque. Le ton de l'œuvre est de plus « investigateur, plus que doctrinal ». Hillerbrand écrit cependant qu'il existe un courant qui conteste plusieurs de ces thèses, particulièrement la thèse 86, qui demande : « Pourquoi le Pape, dont la richesse dépasse aujourd'hui celle du plus riche Crésus, construit-il la basilique Saint-Pierre avec l'argent des pauvres croyants plutôt qu'avec le sien ? »
Luther objecta à une déclaration attribuée à Johann Tetzel déclarant « Aussitôt que la pièce de monnaie résonne dans le coffret, l'âme s'envole du purgatoire »,. Il insista sur le dogme selon lequel le pardon est uniquement accordable par Dieu, exprimant ainsi l'erreur de ceux qui clamaient l'absolution de toutes les punitions et la garantie du salut des acheteurs d'indulgences. Les Chrétiens, disait-il, ne doivent pas se détourner de suivre le Christ sur la base de ces fausses assurances.
Selon Philippe Mélanchthon, en 1546, Luther « écrivit ces thèses sur les indulgences et les afficha sur l'Église de Tous-les-Saints le 31 octobre 1517 », un évènement qui est maintenant considéré comme le démarrage de la Réforme protestante. Certains historiens ont mis en doute cet écrit, puisque Melanchton n'emménagea pas à Wittemberg avant 1518 et qu'aucun témoignage contemporain n'existe prouvant l'affichage par Luther de ses thèses. D'autres historiens affirment que cette preuve n'est pas nécessaire, car il était de coutume à l'Université de Wittemberg d'afficher une disputatio en postant celle-ci sur la porte de l'Église de Tous-les-Saints, également connue sous le nom « d'Église du Château ».
Les 95 thèses furent rapidement traduites du latin vers l'allemand, imprimées, et largement copiées, faisant de la controverse une des premières de l'histoire à être propagée à l'aide de la presse à imprimer. En l'espace de deux semaines, des copies de ces thèses se répandirent à travers l'Allemagne ; en deux mois, à travers l'Europe,.

## Histoire

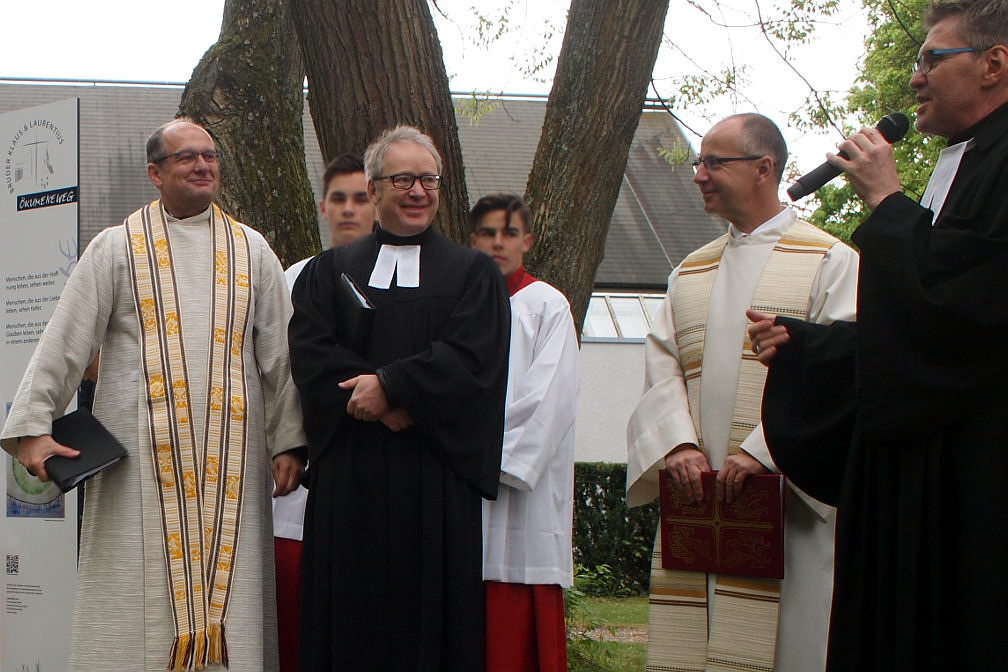
Célébration œcuménique en 2017 à l'occasion des 500 ans de la Réforme protestant.

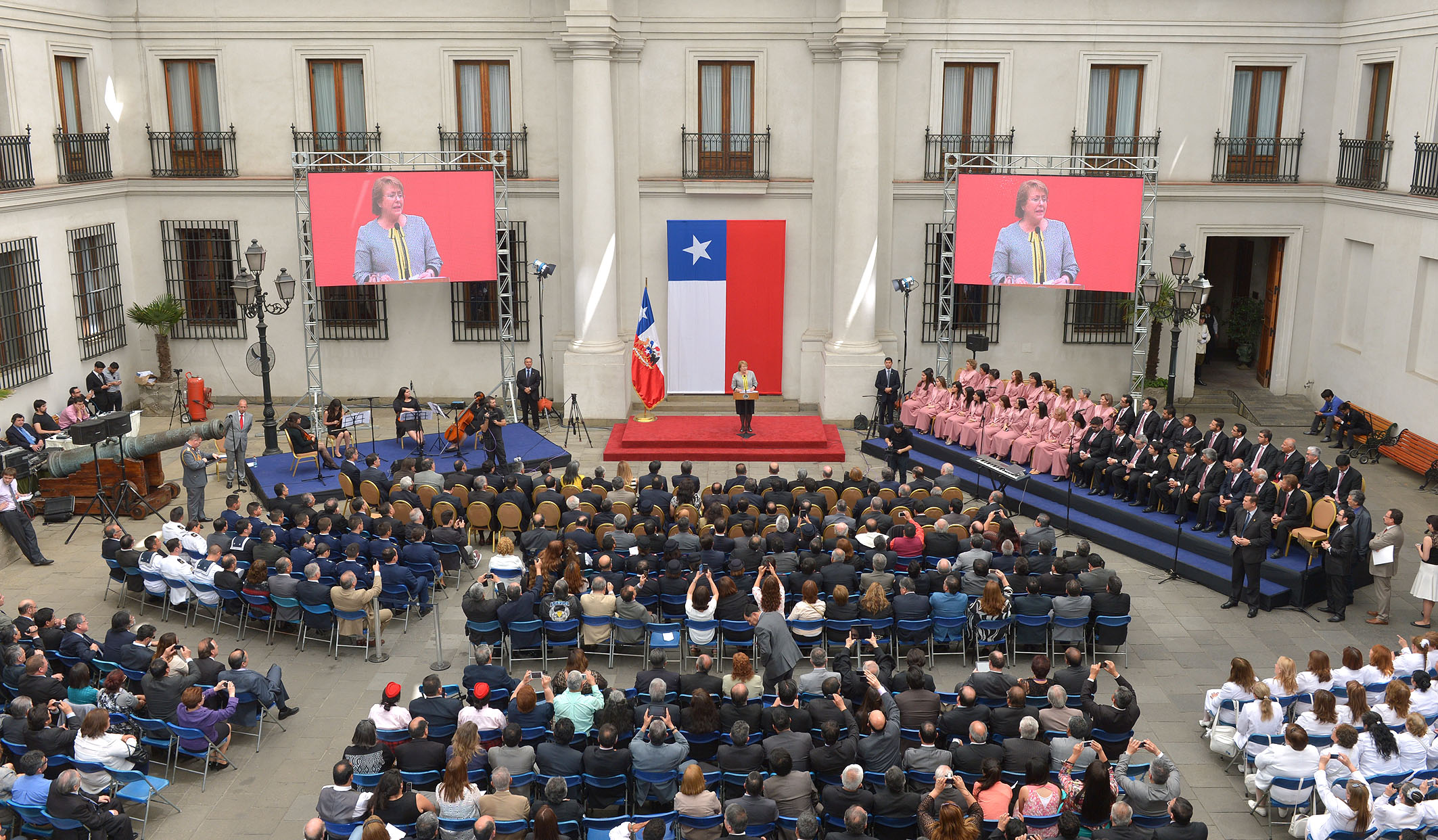
Fête des Églises protestantes et évangéliques au Chili en 2014.

Dès le XVIe siècle émerge l'idée de célébrer l'anniversaire de la réforme protestante. Plusieurs dates sont choisies, selon les villes allemandes : date de naissance ou de mort de Luther, date de la présentation de la Confession d'Augsbourg par Philippe Mélanchthon ou date de la conversion de la ville au protestantisme. C'est en 1617 avec le centenaire des 95 thèses que la date du 31 octobre commence à s'imposer. La fête s'étend d'abord à l'Europe luthérienne puis au XIXe siècle aux autres traditions protestantes,.
À partir de 2008 le 31 octobre est fêté au Chili, comme jour des Églises protestantes et évangéliques.
À partir de 2013, la province argentine d'Entre Ríos déclare le 31 octobre jour de la réforme protestante, férié pour les fonctionnaires. Les élèves de religion protestante ont également le droit d'être absents ce jour-là.
Pour les 500 ans de la réforme protestante, en 2017, le 31 octobre est un jour férié dans toute l'Allemagne et pas uniquement certains Länder.

## Traditions
Dans l'Église luthérienne la fête de la Réformation est considérée comme une fête mineure. Jusqu'au XIXe siècle la plupart des églises luthériennes la célébraient le 31 octobre quel que soit le jour de la semaine. Aujourd'hui, la plupart des paroisses transfèrent la fête pour qu'elle puisse tomber le dimanche d'avant le 31 octobre, ou le 31 octobre même, et célèbrent la Toussaint le dimanche après le premier novembre ou le premier novembre même.
La couleur liturgique du jour est le rouge, qui représente le Saint Esprit et les martyrs de l'Église Chrétienne. L'hymne de Luther, C'est un rempart que notre Dieu, est traditionnellement chantée ce jour. Il est également de tradition dans certaines écoles luthériennes que les écoliers jouent une pièce retraçant des scènes de la vie de Martin Luther.
En Slovénie, le 31 octobre fête la langue slovène : le réformateur Primož Trubar est l'auteur du premier livre imprimé dans cette langue.